# Wladimir Platonowitsch Sukatschow

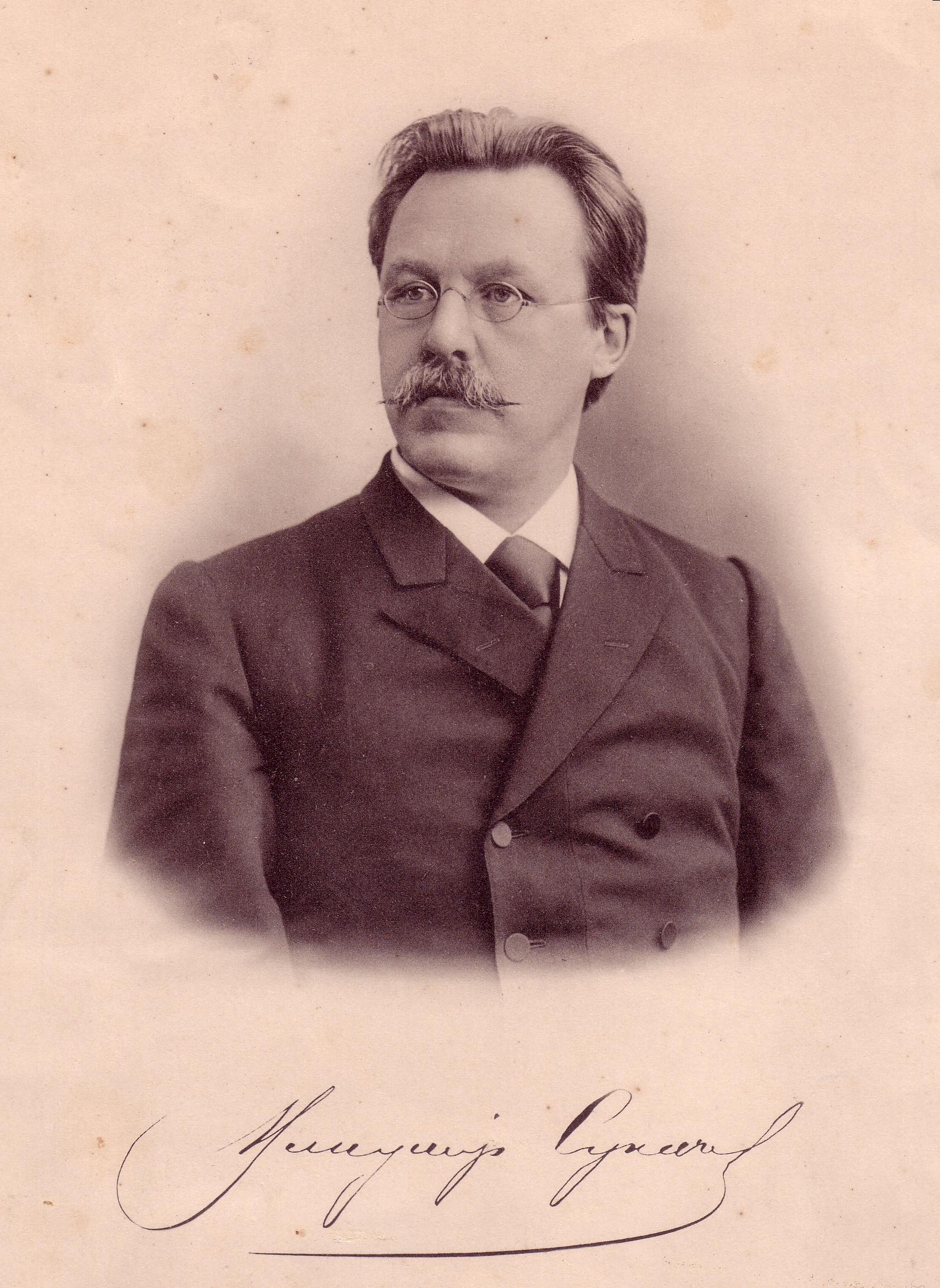
Wladimir Platonowitsch Sukatschow

Wladimir Platonowitsch Sukatschow (russisch Владимир Платонович Сукачёв; * 14. Julijul. / 26. Juli 1849greg. in Irkutsk; † 2. Januar 1920 in Bachtschyssaraj) war ein russischer Politiker, Kunstsammler und Mäzen.

## Leben
Sukatschows  adliger Vater Platon Petrowitsch Sukatschow (1801–1878) war Kollegienrat (6. Rangklasse) in der Hauptverwaltung Ostsibiriens. Sukatschows Mutter Agrafena Nikanorowna geborene Trapesnikowa (1820–1850) stammte aus einer alten reichen sibirischen Kaufmannsfamilie. Sukatschow besuchte das Irkutsker Gymnasium mit Abschluss 1867 und studierte dann an der juristischen Fakultät der Universität St. Petersburg. 1869 wechselte er an die naturkundliche Abteilung der Universität Kiew, an der er das Studium 1871 als Biologe abschloss. Bereits während des Studiums kaufte er für seine Kunstsammlung Gemälde von Ilja Repin, Chariton Platonow, Konstantin Makowski, Wassili Wereschtschagin, Iwan Aiwasowski, Serhij Wassylkiwskyj, Alexander Mordwinow und Leonid Solomatkin, die er wiederholt in Irkutsk ausstellte. Nach dem Tod des Oberhaupts der Trapesnikow-Familie Innokenti Nikanorowitsch Trapesnikow erbte Sukatschow ein beträchtliches Vermögen.  Anfang der 1880er Jahre kehrte er mit seiner Frau Nadeschda Dolschenkowa (1856–1935) und den Söhnen Boris und Platon aus Kiew nach Irkutsk zurück. In Irkutsk wurden die Tochter Anna und der Sohn Wladimir geboren. Im Ausland bestellte sich Sukatschow Kopien von Gemälden Raffaels, Murillos, Guido Renis, Correggios und anderer. Auf seinem Anwesen in Irkutsk richtete Sukatschow in einem Gebäude eine Gemäldegalerie ein (1882), die für alle Besucher offen war.

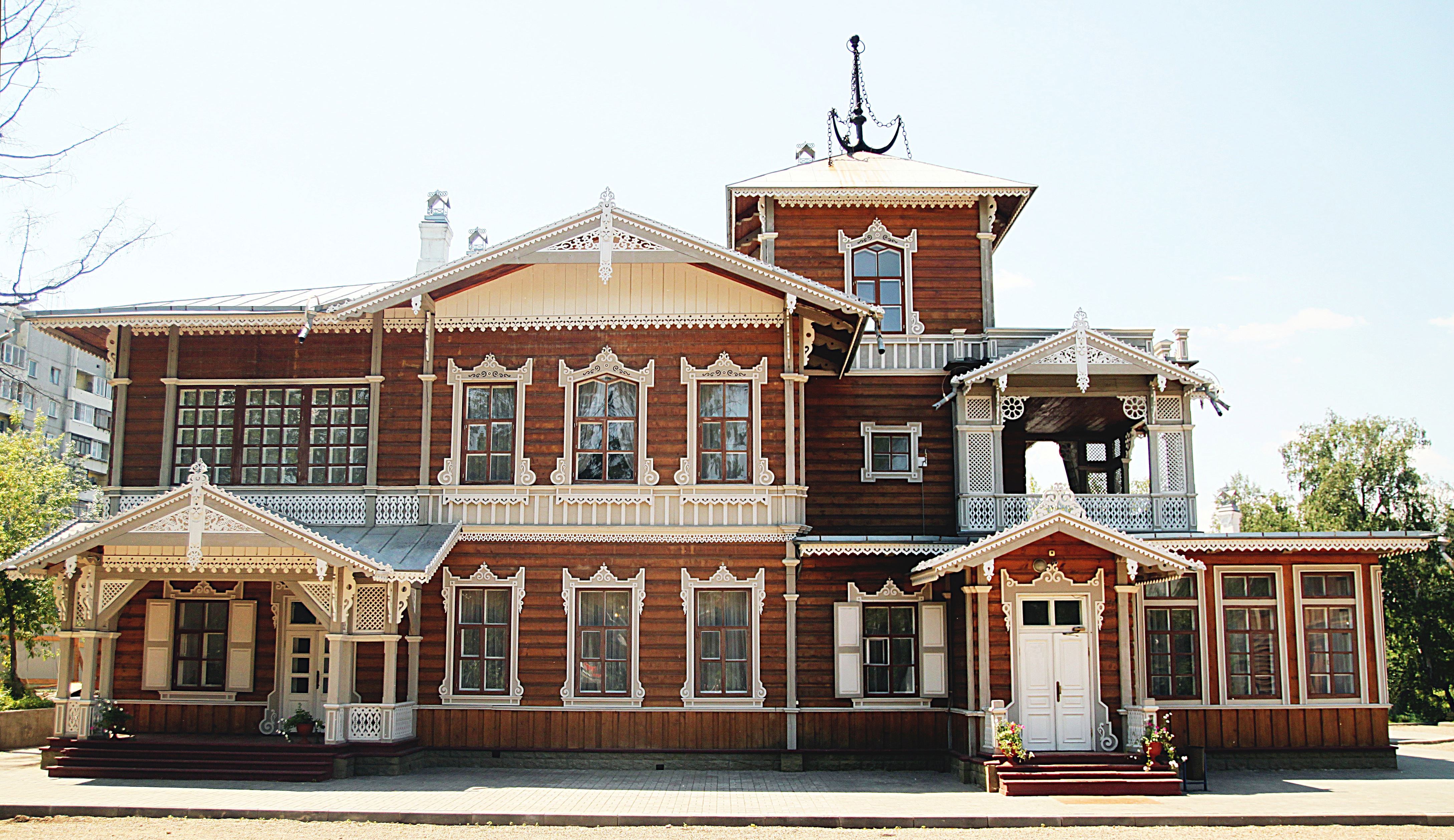
Sukatschow-Villa und Gemäldegalerie, Irkutsk

1883 wurde Sukatschow in die Irkutsker Stadtduma gewählt. 1885 wurde er stimmberechtigtes Mitglied der Stadtduma und zum Irkutsker Stadtoberhaupt gewählt mit Wiederwahl 1889 und 1894. Unter seiner Führung wurde die Freiwillige Feuerwehr gebildet, es erfolgte der Anschluss ans Telefonnetz, und die Stadt wurde elektrisch beleuchtet. Die Wasserversorgung und die Kanalisation wurden verbessert. Die erste Pontonbrücke über die Angara ersetzte die umständliche Fähre und wurde 1891 in Gegenwart des Thronfolgers Nikolaus II. eröffnet.
Sukatschow spendete für den Bau des städtischen Theaters. Er baute 1879 ein Armenhaus und ein Heim für Kinder von Straftätern. Er organisierte die Gesellschaft für Blindenfürsorge in Irkutsk und eröffnete eine Blindenschule. Er widmete sich dem Schulwesen und unterstützte die Lehrer bei ihrer schweren Arbeit. Mit bedeutenden Mitteln unterstützte er die Arbeit der Ostsibirischen Abteilung der Russischen Geographischen Gesellschaft (WSORGO). Er finanzierte die Erstellung eines systematischen Katalogs des Museums der WSORGO. Er übergab der Gesellschaft 143 Bände wertvoller wissenschaftlicher und künstlerischer Ausgaben. 1883 gab er 17.000 Rubel für die Mongolei-Expedition des Mitglieds der WSORGO Grigori Potanin. Für Nikolai Jadrinzew bezahlte Sukatschow den Besuch einer Konferenz in den USA. 1890 wurde Sukatschow zum Vorsitzenden der WSORGO gewählt.
1899 wurde Sukatschow durch Ukas Nikolaus’ II. zum Ehrenbürger Irkutsks ernannt. Sukatschow erhielt den Sankt-Stanislaus-Orden II. Klasse und den Orden der Heiligen Anna II. Klasse.
Sukatschow verbrachte seine letzten Lebensjahre in St. Petersburg. Er gab eine Reihe von Postkarten mit Ansichten sibirischer Städte heraus. Er veröffentlichte ein Buch über Irkutsk und die Entwicklung Ostsibiriens. Er beteiligte sich an der Herausgabe der Zeitschrift Sibirskije Woprossy und der Zeitung Wostotschnoje Obosrenije. Mit anderen organisierte er die Gesellschaft zu Unterstützung sibirischer Studierender in St. Petersburg.
Nach der Oktoberrevolution wich Sukatschow im Russischen Bürgerkrieg auf die Krim aus und ließ sich in  Bachtschyssaraj nieder. wo er starb und begraben wurde.
1989 erhielt das Oblast-Irkutsk-Kunstmuseum den Namen seines Gründers Sukatschow als Namenszusatz.